# Michał Daszek
Michał Daszek (Tczew, 27 de junio de 1992) es un jugador de balonmano polaco que juega de extremo derecho o lateral derecho en el Orlen Wisła Płock. Es internacional con la Selección de balonmano de Polonia.
Con la selección ganó la medalla de bronce en el Campeonato Mundial de Balonmano Masculino de 2015.

## Palmarés

### Wisla Plock
- Copa de Polonia de balonmano (3): 2022, 2023, 2024
- Liga de Polonia de balonmano (1): 2024

## Clubes
- MKS Sambor Tczew
- SMS Gdańsk ( -2011)
- MMTS Kwidzyn (2011-2014)
- Orlen Wisła Płock (2014- )